# Mårslet Sogn
Mårslet Sogn er et sogn i Århus Søndre Provsti (Århus Stift).
I 1800-tallet var Mårslet Sogn et selvstændigt pastorat. Det hørte til Ning Herred. Mårslet sognekommune
blev ved kommunalreformen i 1970 indlemmet i Aarhus Kommune.
I Mårslet Sogn ligger Mårslet Kirke.
I sognet findes følgende autoriserede stednavne:
- Giberå (vandareal)
- Højballe (bebyggelse, ejerlav)
- Hørret (bebyggelse, ejerlav)
- Hørretløkken (bebyggelse)
- Hørret Skov (areal)
- Langballe Bakke (bebyggelse)
- Langballe Mark (bebyggelse)
- Langballe (bebyggelse, ejerlav)
- Moesgård (ejerlav, landbrugsejendom)
- Moesgård Huse (bebyggelse)
- Mølleparken (station)
- Mårslet (bebyggelse, ejerlav)
- Mårslet Elle (bebyggelse)
- Nymark (bebyggelse)
- Obstrup (bebyggelse)
- Storhøj (bebyggelse)
- Storskov (areal)
- Testrup Mark (bebyggelse)
- Testrup (bebyggelse, ejerlav)
- Vilhelmsborg (ejerlav, landbrugsejendom)
- Visbjerg (areal, bebyggelse)

## Hospital
Et hospital blev oprettet i 1684 af Vilhelm Gyldenkrones enke Regitze Sophie Vind, med plads til 10 fattige kvinder. Det lå i nærheden af kirken og virkede til 1831. Efter en tid som fattighus blev det nedrevet.